# Iridomyrmex vicinus
Iridomyrmex vicinus é uma espécie de formiga do gênero Iridomyrmex.